# Warhawk (computerspel uit 1995)
Warhawk is een videospel dat werd ontwikkeld door SingleTrac en uitgegeven door Sony Computer Entertainment. Het spel kwam in 1995 uit voor PlayStation.

## Gameplay
In het spel bestuurt de speler een VTOL-vliegtuig. De speler kan het toestel 360 graden draaien en het spel omvat zes unieke levels. Het perspectief van het spel wordt getoond in de derde persoon. De spelstand kan via een wachtwoord bewaard worden.

## Ontvangst
| Beoordeeld door                      | Platform    | Datum            | Score |
| ------------------------------------ | ----------- | ---------------- | ----- |
| GameFan Magazine                     | PlayStation | december 1995    | 98%   |
| Game Players                         | PlayStation | januari 1996     | 92%   |
| The Video Game Critic                | PlayStation | 13 januari 2001  | 91%   |
| Game Revolution                      | PlayStation | 19 april 1996    | 91%   |
| Electronic Gaming Monthly (EGM)      | PlayStation | december 1995    | 91%   |
| GamePro (USA)                        | PlayStation | januari 1996     | 90%   |
| IGN                                  | PlayStation | 26 november 1996 | 87%   |
| Gaming Target                        | PlayStation | 19 juni 2007     | 85%   |
| Video Games & Computer Entertainment | PlayStation | december 1995    | 80%   |